# Bergheim (Austria)
Bergheim es un municipio del distrito de Salzburg-Umgebung, en el estado de Salzburgo, Austria, con una población estimada a principio del año 2018 de 5388 habitantes. 
Se encuentra ubicada al norte del estado, cerca de la ciudad de Salzburgo —la capital del estado— y de la frontera con el estado de Alta Austria y Alemania.

## Localidades
El municipio comprende las siguientes localidades (población a 1 de enero de 2018):
- Bergheim (2777)
- Lengfelden (1463)
- Muntigl (461)
- Plain (305)
- Voggenberg (382)

## Patrimonio
En el municipio se ubica la basílica de Maria Plain, una de las treinta basílicas católicas del país.